# Yael Dowker
Yael Naim Dowker ((hebr.) יעל דאוקר, Ja’el Dowker, ur. 1919 w Tel Awiwie, zm. 2016) – brytyjska matematyczka urodzona w Izraelu, autorka prac z dziedziny teorii miar i teorii ergodycznej. Pierwsza kobieta-reader w matematycznym departamencie na Imperial College.

## Życiorys
Yael Naim (później Dowker) urodziła się w Tel Awiwie, wówczas na terenie Imperium Osmańskiego. Wyjechała do Stanów Zjednoczonych na studia na Johns Hopkins University w Baltimore, Maryland. W 1941 roku, jako absolwentka poznała Clifforda Hugh Dowkera, kanadyjskiego topologa pracującego tam jako instruktor. Para wzięła ślub w 1944 roku. W latach 1943–1946 pracowali razem w MIT Radiation Laboratory w Massachusetts Institute of Technology. Clifford pracował również jako doradca cywilny Sił Powietrznych Stanów Zjednoczonych podczas II wojny światowej.
W 1948 r. Dowker obroniła doktorat w Radcliffe College (Cambridge, Massachusetts) pod kierunkiem Witolda Hurewicza. W 1947 r. opublikowała pracę dyplomową Invariant measure and the ergodic theorems, w 1948 roku otrzymała tytuł PhD. W latach 1948–1949 pracowała jako doktorant w Institute for Advanced Study w Princeton, New Jersey. W czasie kiedy zaczął się nasilać makkartyzm, kilku przyjaciół pary Dowker ze społeczności matematycznej spotkały prześladowania, jeden z nich został aresztowany. W 1950 r. para zdecydowała się wyemigrować do Wielkiej Brytanii.
W 1951 r. Dowker pracowała jako profesor na Uniwersytecie w Manchesterze, a następnie (od 1954 r.) jako profesor w Imperial College w Londynie. W tym czasie była promotorem między innymi Billa Parry’ego, który opublikował swoją pracę dyplomową w 1960 r. Prawdopodobnie była wtedy jedyną osobą w kraju, która pracowała nad teorią erdogyczną. Współpracowała również przy niektórych swoich pracach z węgierskim matematykiem Paulem Erdősem. Wraz z mężem pomogła w wykształceniu ponad trzydziestu "uzdolnionych dzieci" (przy pomocy National Association for Gifted Children).
Ma liczbę Erdősa równą 1.
Została utworzona nagroda nazwana jej imieniem, Yael Naim Dowker Centenary Prize Imperial College.
Wraz ze swoim mężem mieli córkę urodzoną w 1960 roku.

## Publikacje
- Invariant measure and the ergodic theorems, Duke Math. J. 14 (1947), 1051–1061
- Finite and {\displaystyle \sigma }-finite measures, Annals of Mathematics, 54 (1951), 595–608
- The mean and transitive points of homeomorphisms, Annals of Mathematics, 58 (1953), 123–133
- On limit sets in dynamical systems, Proc. London Math. Soc. 4 (1954), 168–176 (z Friedlanderem)
- On minimal sets in dynamical systems, Quart. J. Math. Oxford Ser. (2) 7 (1956), 5–16
- Some examples in ergodic theory, Proc. London Math. Soc. 9 (1959), 227–241 (z Paulem Erdősem)